# Червоний готель (фільм, 1951)
«Червоний готель» або «Червоний заїзд» (фр. L'Auberge rouge) — французька кримінальна кінокомедія 1951 року режисера Клода Отан-Лара. Це історія про кримінальну справу 1833 року в муніципалітеті Ланарс на півдні Франції, коли було страчено господарів та слугу готелю з назвою «Червоний готель», за вбивство більше ніж 50 постояльців. За мотивами цієї справи було знято декілька фільмів.

## Сюжет
Дія фільму відбувається в першій половині ХІХ століття у сільському заїзді Франції. У зимовий вечір монах (Фернандель), який мандрує з молодим послушником Жану, вирішив зупинитися у заїзді, щоб сховатися від негоди. Там перебувають інші мандрівники, пасажири поламаного диліжансу. Уся компанія збирається вечеряти. Дружина власника готелю Марі вирішує скористатися з присутності священика і хоче висповідатися. Під час сповіді вражений монах довідується яка смертельна небезпека нависла над гостями заїзду. Він у розпачі — як попередити інших гостей, не порушуючи таємницю сповіді…

## Ролі виконують

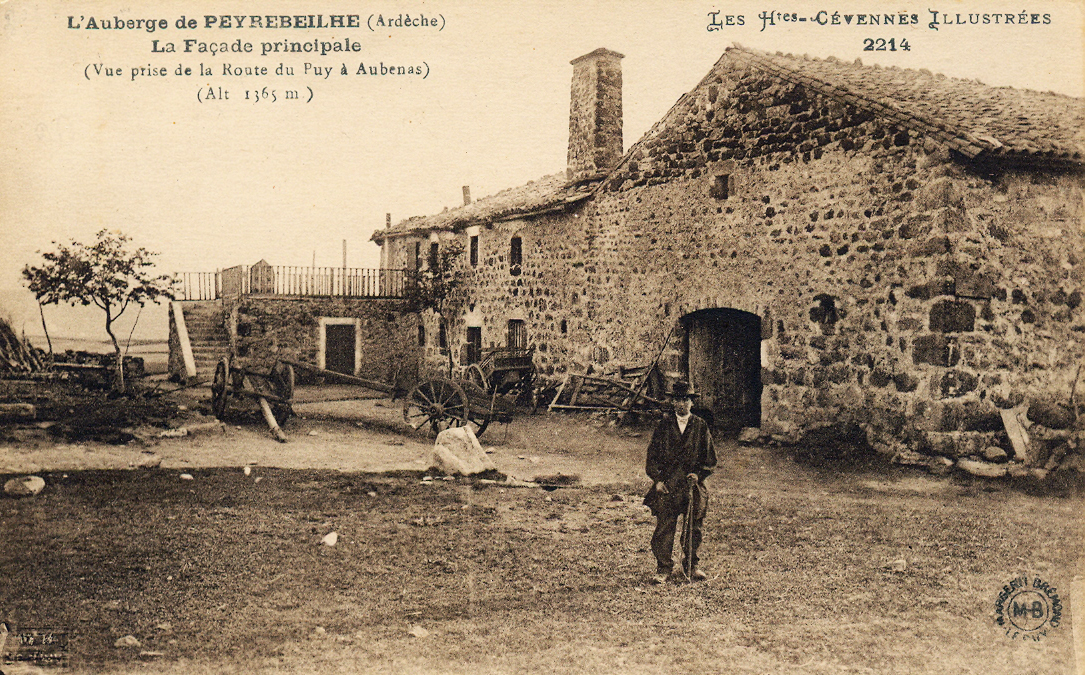
«Червоний готель» на старій листівці

- Фернандель — монах
- Франсуаза Розе[fr] — Марі Мартен, господиня заїзду
- Жульєн Карет[fr] — П'єр Мартен, господар заїзду
- Марі-Клер Олівія[fr] — Матильда Мартен, їх дочка
- Жак Шарон[fr] — Родольф, мандрівник
- Нане Жермон[fr] — панна Еліза
- Дідьє д'Ід[fr] — Жану, послу́шник

## Навколо фільму
- Народну пісню виконує французький шансоньє — Ів Монтан.
- У 2007 році французький кінорежисер Жерар Кравчик створив за сценарієм Крістіана Клав’є та Мішеля Дельгадо фільм з такою самою назвою — «Червоний готель».